# Ранговый код
Ранговый код — алгебраический линейный код над полем {\displaystyle GF(q^{N})}, в общем случае — метод кодирования информации с целью защиты от помех. В настоящее время предложено использование данного кода для использования в случайном сетевом кодировании.
В отличие от других алгебраических кодов, использующих метрику Хемминга, используется новая ранговая метрика (ранговое расстояние), которое задаётся как ранг разности векторов над полем {\displaystyle GF(q)}.
Ранговый код позволяет исправлять ошибки в передаваемой информационной матрице, если ранг ошибки не выше заданного.

## Определения
Пусть задано {\displaystyle X^{n}} — {\displaystyle n}-мерное векторное пространство над полем Галуа {\displaystyle GF\left({q^{N}}\right)}, где {\displaystyle q} — простое число, {\displaystyle N} — степень простого числа, а {\displaystyle u_{1},u_{2},\dots ,u_{N}} — некоторый фиксированный базис этого поля, если его рассматривать как векторное пространство над полем {\displaystyle GF\left({q}\right)}.
Любой элемент {\displaystyle x_{i}\in GF\left({q^{N}}\right)} можно однозначно представить как {\displaystyle x_{i}=a_{1i}u_{1}+a_{2i}u_{2}+\dots +a_{Ni}u_{N}}. Если обозначить совокупность всех {\displaystyle \left({N\times n}\right)} матриц с элементами из {\displaystyle GF\left({q}\right)} как {\displaystyle A_{N}^{n}}, то для любого вектора {\displaystyle {\vec {x}}=\left({x_{1},x_{2},\dots ,x_{n}}\right)} можно задать биекцию {\displaystyle A:X^{n}\to A_{N}^{n}} с помощью следующего правила:
Рангом вектора {\displaystyle {\vec {x}}} над полем {\displaystyle GF\left({q}\right)} будем называть ранг соответствующей матрицы {\displaystyle A\left({\vec {x}}\right)} и обозначать как {\displaystyle r\left({{\vec {x}};q}\right)}. Данный ранг (точнее, отображение {\displaystyle {\vec {x}}\to r\left({{\vec {x}};q}\right)}) задаёт норму на {\displaystyle X^{n}}. Данная норма задаёт на {\displaystyle X^{n}} ранговую метрику:
{\displaystyle d\left({{\vec {x}};{\vec {y}}}\right)=r\left({{\vec {x}}-{\vec {y}};q}\right)}
Тогда произвольное множество {x1, x2, ..., xM} векторов из Xn назовём кодом (с кодовым расстоянием {\displaystyle d=\min d\left({x_{i},x_{j}}\right)}, а подпространство Xn размерности k — линейным или (n, k)-кодом.

## Использование
На основе ранговых кодов были предложены некоторые новые криптосистемы (ГПТ). Также было показано, что ранговые коды можно использовать при сетевом кодировании, которое использует возможность кода исправлять ошибки с рангом не выше заданного.